# Franekeradeel

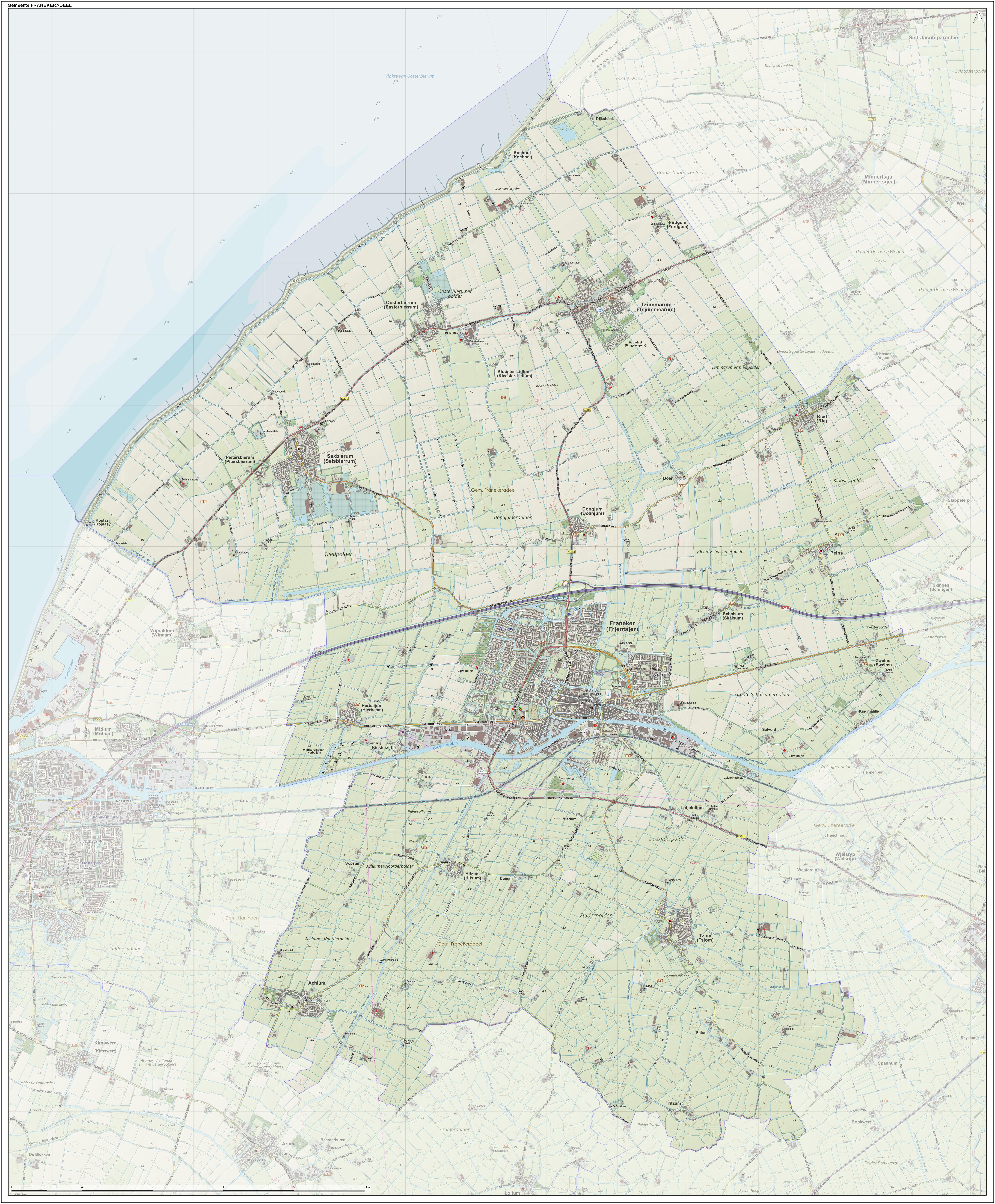
Franekeradeel topográfiai térképe, 2014. szeptember

Franekeradeel hollandiai község Hollandiában, Frízföld tartományban. Lakosainak száma 20 236 fő (2017. augusztus 1.).  Lakóinak száma a holland statisztikai hivatal adatai szerint 2014. május 1-jén 20445 fő volt, területe 102,71 km², ebből vízfelület 1,53 km².
A község székhelye Franeker város.

## Földrajza
Franekeradeel Menameradiel, Het Bildt, Súdwest-Fryslân, Littenseradiel, Harlingen és Harlingen községekkel határos.

### Települései
Forrás: Burgerjaarverslag 2009 Gemeente Franekeradeel

A hivatalosan településként számon tartott falvakon kívül van még a község területén 14 „szomszédság”, tanyaközpont is.

## Közigazgatás, politika
Franekeradeel önkormányzati képviselő-testülete, a községi tanács 19 képviselőből áll. A tanács összetételének alakulása 1998 óta a következő volt:
| Párt           | 1998 | 2002 | 2006 | 2010 |
| CDA            | 6    | 5    | 5    | 4    |
| PvdA           | 5    | 4    | 5    | 3    |
| Gemeentebelang | 3    | 5    | 3    | 5    |
| FNP            | 3    | 3    | 3    | 2    |
| VVD            | 2    | 1    | 1    | 2    |
| ChristenUnie   | -    | 1    | 1    | 1    |
| GroenLinks     | -    | -    | 1    | 1    |
| D66            | -    | -    | -    | 1    |
| Összesen       | 19   | 19   | 19   | 19   |

## A község tervezett összevonása
2013 októberében a községi tanács egyhangúlag úgy döntött, hogy 2018. január 1-től a község beolvad a Frízföld északnyugati részén kialakítandó új, nagyobb községbe, aminek Westergo lesz a neve Franeker székhellyel. Az új községnek körülbelül 47.000 lakosa lesz.

## Látnivalók
A község területén 317 országos műemlék található.

## Testvértelepülések
- Sátoraljaújhely

## Fordítás
- Ez a szócikk részben vagy egészben a Franekeradeel című holland Wikipédia-szócikk ezen változatának fordításán alapul.  Az eredeti cikk szerkesztőit annak laptörténete sorolja fel. Ez a jelzés csupán a megfogalmazás eredetét és a szerzői jogokat jelzi, nem szolgál a cikkben szereplő információk forrásmegjelöléseként.